# Natalija Polonska-Vasylenko
Natalija Dmitrivna Polonska-Vasylenko, ukrajinsky Наталія Дмитрівна Полонська-Василенко (31. ledna Juliánský kalendář / 12. února 1884 Gregoriánský kalendář Charkov – 18. června 1973 Ulm), byla ukrajinská historička.

## Život
Narodila se do zchudlé šlechtické rodiny. V Kyjevě navštěvovala Vyšší dívčí školu a pak studovala na Historicko-filologické fakultě Kyjevské univerzity svatého Vladimíra. Od roku 1912 byla odbornou asistentkou historie na univerzitě v Kyjevě. Po první světové válce byla mimo jiné profesorkou na Institutu výtvarných umění a na Kyjevské univerzitě a také zaměstnankyní Ukrajinské akademie věd. Od roku 1941 byla ředitelkou Archeologického ústavu v Kyjevě.
V roce 1943 se přestěhovala do Lvova. V roce 1944 emigrovala do Prahy, kde byla profesorkou na Ukrajinské svobodné univerzitě. V letech 1945 až 1973 byla profesorkou na Ukrajinské svobodné univerzitě v Mnichově. Byla také členkou Ukrajinské historické a filologické společnosti, od roku 1947 Ševčenkovy vědecké společnosti..
Byla manželkou prezidenta Ukrajinské akademie věd a politika Mykoly Vassylenka.

## Dílo
Byla autorkou mnoha studií o ukrajinské historii a archeologii a o ukrajinských osobnostech a vědcích.
Během studené války, zbavená používání archivů své rodné země, shromáždila a přetiskla mnoho ze svých dřívějších studií o Záporožských kozácích (1965-1967), napsala několik memoárů o ukrajinském intelektuálním životě v revoluční a sovětské Ukrajině, včetně historie Ukrajinské akademie věd (2 svazky 1955-1958). Vydala knihu o stalinských represích ukrajinských historiků (v roce 1962). Stále více se obracela k syntéze, na konci své kariéry vydala svazek o ukrajinské historiografii (v roce 1971) a obecné dějiny Ukrajiny ve dvou svazcích (1973-1976).
Ve svém obecném přístupu k ukrajinským dějinám následovala příkladu ukrajinského historika, který také emigroval jako ona, Dmytra Dorošenka, a psala v konzervativním duchu, zdůrazňujícím význam kozácké důstojnické třídy a ukrajinské šlechty. Snahu této třídy o národní jednotu a nezávislost, nebo alespoň autonomii, považovala za jeden z hlavních proudů ukrajinských dějin. Charakterizovala 19. století jako období ruské a rakouské okupace. Svou obecnou historii ukončila s příchodem sovětské nadvlády.